# Petrovskoïe

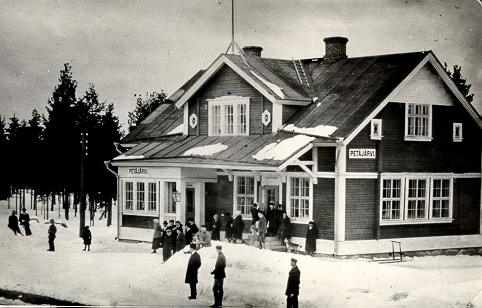
La gare de Petäjärvi dans les années 1930

Petrovskoïe (en russe : Петровское ; avant 1949 en finnois : Petäjärvi) est une commune rurale de l'oblast de Léningrad, en Russie. 
Sa population s'élevait à 1 393 habitants en 2007. 

## Géographie
Petrovskoïe est située dans l'isthme de Carélie. Elle fait partie du raïon de Priozersk (autrefois district de Käkisalmi).

## Histoire
Avant la Guerre d'Hiver et la Guerre de Continuation, Petäjärvi est un village prospère de la municipalité de Sakkola de la Province de Viipuri en Finlande. 
En 1949, Petäjärvi est renommée Petrovskoïe en l'honneur d'Elizaveta Pavlovna Petrova (1924-1944), sergent-chef du service de santé de l'armée soviétique, tuée à cet endroit. La gare située sur la voie ferrée Léningrad (aujourd'hui: Saint-Pétersbourg) - Hiitola conserve le nom de Petäjärvi, car il existe déjà une autre gare portant le nom de Petrovskoïe dans l'oblast de Léningrad.

## Économie
On construit en 1928, près de Petäjärvi sur la rivière Saijanjoki, une petite usine hydroélectrique, qui devint la plus grande usine hydroélectrique de la Finlande d'avant-guerre.